# Silius
Silius é uma comuna italiana da região da Sardenha, na província da Sardenha do Sul, com  cerca de 1.384 habitantes. Estende-se por uma área de 38 km², tendo uma densidade populacional de 36 hab/km². Faz fronteira com Ballao, Goni, San Basilio, San Nicolò Gerrei, Siurgus Donigala.

## Demografia
| Variação demográfica do município entre 1861 e 2011                               |
|                                                                                   |
| Fonte: Istituto Nazionale di Statistica (ISTAT) - Elaboração gráfica da Wikipedia |